# 手島栄

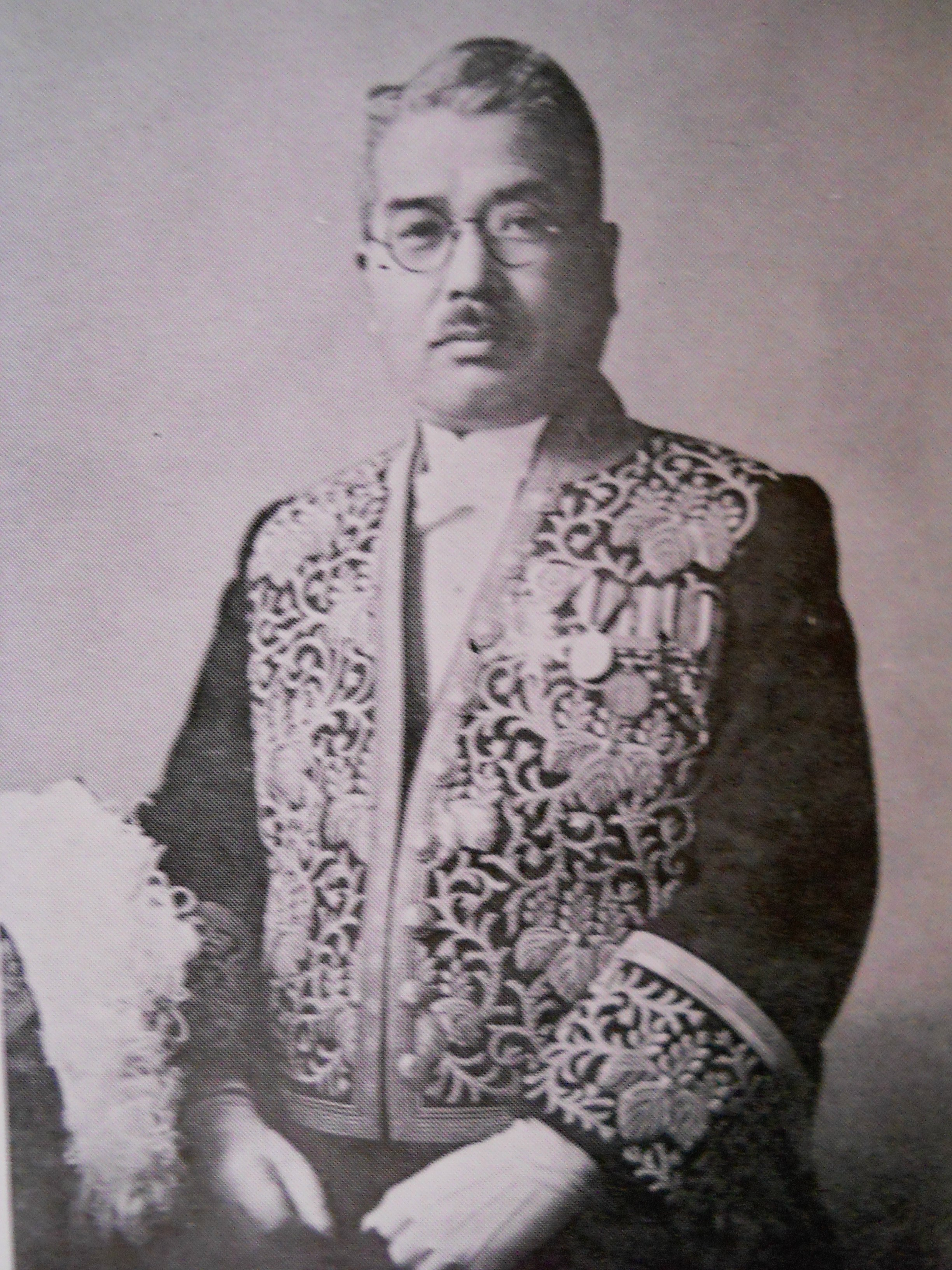
手島栄

手島 栄（てしま さかえ、明治29年（1896年）12月10日 - 昭和38年（1963年）4月18日）は、日本の逓信官僚、政治家。位階は正三位。郵政大臣（第18代）、参議院議員（2期）。

## 経歴
鳥取県西伯郡富益村（現米子市富益町）の農家に生まれた。手島菊松の二男。
旧制米子中学校（現米子東高等学校）、第四高等学校を経て、大正11年（1922年）3月東京帝国大学法学部卒業。逓信省に入る。
昭和12年（1937年）経理局長、昭和15年（1940年）管理局長、昭和16年（1941年）航空局長官、同年10月逓信次官に任ぜられ航空局長官事務取扱を命ぜられる。昭和18年（1943年）10月退官。
戦後は実業界に入り、昭和20年（1945年）国際電気通信社長、日本郵便逓送顧問などを歴任した。昭和22年（1947年）公職追放となる。
追放解除後の昭和31年（1956年）7月第4回参議院議員通常選挙（全国区）に当選。昭和37年（1962年）7月第2次池田第2次改造内閣に郵政大臣で入閣。昭和38年（1963年）1月病気で大臣を辞任し、同年4月、現職議員のまま66歳で死去。勲一等瑞宝章追贈、正三位に叙される。

## 人物
宗教は浄土宗。趣味は囲碁、将棋。

## 家族

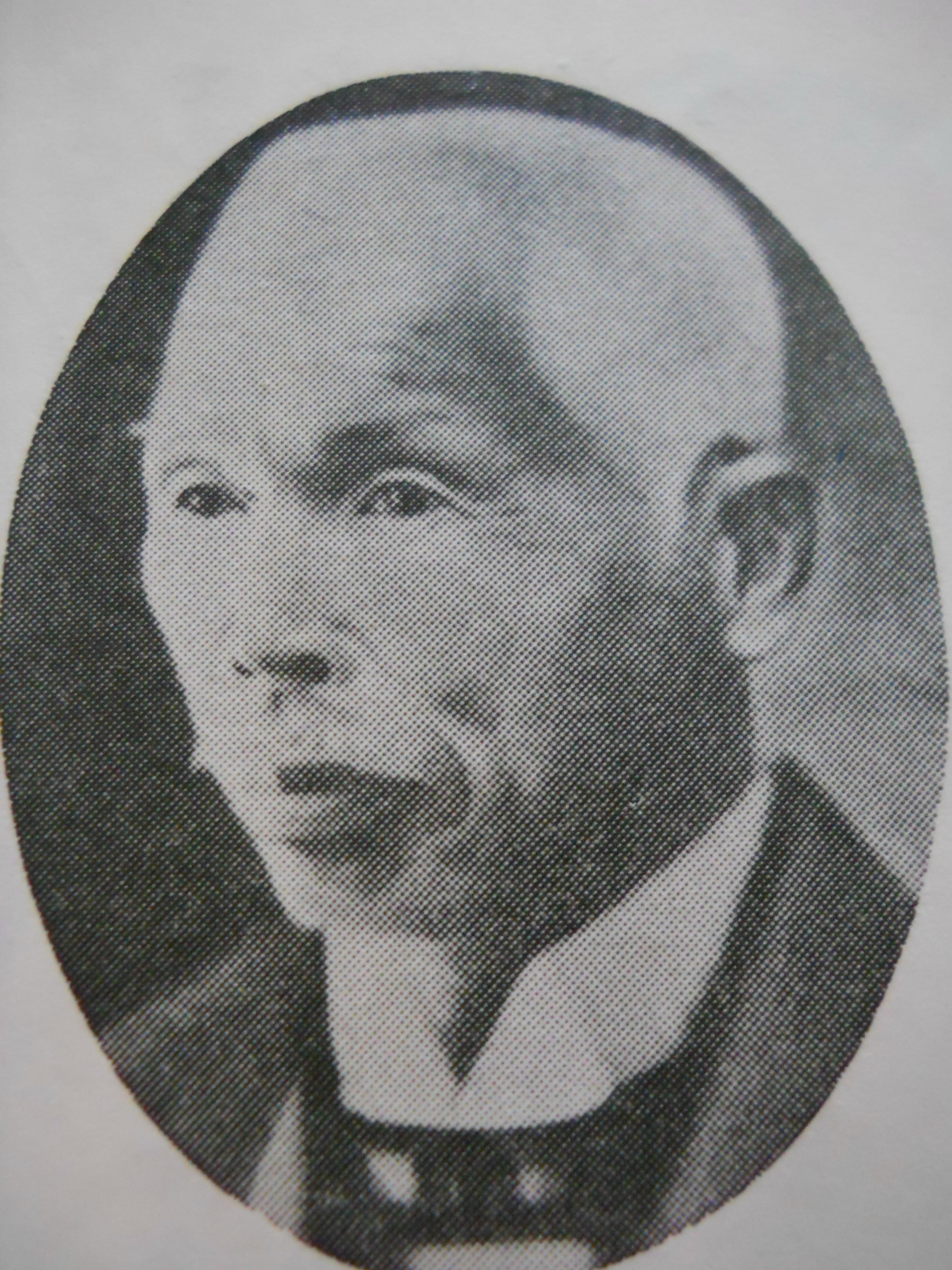
妻・しげのの祖父・稲賀龍二

- 妻・しげの（上道村（現在の境港市上道町）、医師稲賀幸の妹、鳥取県会議長稲賀龍二の孫）
- 長男・文雄
- 次男 晃
- 三男・和夫
- 長女・悦子
- 次女・邦子

## 系譜
手島家
手島氏について、『伯州浜の目境村之聞書』に｢尼子の重臣亀井能登守の家臣に手島四郎三郎あり。四郎三郎戦死後、その一子は雲州本庄に逃れ、その後境村に転住。その末裔の他一族も境村に多い｣とある。
手島家は元来、境村（現境港市、旧境町）出身で、初代手島善四郎の時に富益村（現在の米子市富益町）に移住、農業を営みながら庄屋をつとめた旧家である。手島栄の生家は6代目善四郎時代の分家である。
```
　　　　　　　　　　　　　　　　　┏手島文雄
　　　　　　　　　　　　　　　　　┃
　　　　　　　　　　　　　　　　　┣悦子
　　　　　　　　　　　　　　　　　┃
手島善四郎…手島菊松━━手島栄━━╋手島晃
　　　　　　　　　　　　　　　　　┃
　　　　　　　　　　　　　　　　　┣邦子
　　　　　　　　　　　　　　　　　┃
　　　　　　　　　　　　　　　　　┗手島和夫

```